# Шинкевич, Иван Артёмович
Иван Артемович Шинкевич [род. 4 августа 1937, деревня Бородулино (теперь Оршанского района Витебской области, Республика Беларусь) — советский профсоюзный деятель, железнодорожник, председатель ЦК профсоюза рабочих железнодорожного транспорта и транспортного строительства СССР. Делегат XXVII съезда КПСС, XIX партийной конференции, Член Центральной Ревизионной Комиссии КПСС в 1986—1990 годах. Народный депутат СССР в 1989—1991 годах.

## Биография
В 1958 году окончил Оршанский железнодорожный техникум Витебской области Белорусской ССР.
В 1958—1964 годах — дежурный по станции, начальник станции, дежурный по парку, маневровый диспетчер, старший помощник начальника станции, станционный диспетчер Горьковской железной дороги.
Член КПСС с 1961 года.
В 1964 году окончил Всесоюзный заочный институт инженеров железнодорожного транспорта.
В 1964—1969 годах — секретарь партийного бюро станции, заместитель начальника станции, главный инженер станции, начальник станции Горьковской железной дороги.
В 1969—1971 годах — заместитель начальника отдела Горьковского отделения Горьковской железной дороги.
В 1971—1975 годах — заведующий отделом Канавинского районного комитета КПСС города Горького.
В 1975—1976 годах — главный инженер службы движения Горьковской железной дороги.
В 1976—1985 годах — в аппарате ЦК КПСС.
В 1985—1991 годах — председатель ЦК профсоюза рабочих железнодорожного транспорта и транспортного строительства СССР.
В 1992—1997 годах — председатель ЦК Независимого профсоюза железнодорожников и транспортных строителей России.
С 1997 года — персональный пенсионер в городе Москве.

## Награды
- Орден Дружбы Народов (03.08.1987)
- Орден «Знак Почёта» (14.06.1982)
- медали